# Polysarcus
Genre
Polysarcus est un genre d'insectes orthoptères de la famille des Tettigoniidae.

## Distribution
Eurasiatique.

## Liste des espèces
Selon BioLib (22 mai 2022) :
- Polysarcus denticauda (Charpentier, 1825) - le Barbitiste ventru
- Polysarcus elbursianus (Uvarov, 1929)
- Polysarcus scutatus Brunner, 1882
- Polysarcus zacharovi (Shchelkanovtsev, 1909)
- Polysarcus ziganus Ünal & Chobanov, 2013

## Espèces rencontrées en Europe
Selon Fauna Europaea (2 octobre 2021) :
- Polysarcus denticauda
- Polysarcus scutatus